# Takovo (Ub)
Takovo (Ub) (em cirílico: Таково) é uma vila da Sérvia localizada no município de Ub, pertencente ao distrito de Kolubara, na região de Tamnava. A sua população era de 884 habitantes segundo o censo de 2011.

## Demografia
| 1948  | 1953  | 1961  | 1971  | 1981  | 1991  | 2002 | 2011 |
| ----- | ----- | ----- | ----- | ----- | ----- | ---- | ---- |
| 1 412 | 1 414 | 1 296 | 1 169 | 1 104 | 1 077 | 979  | 884  |